# Roland Weibezahl

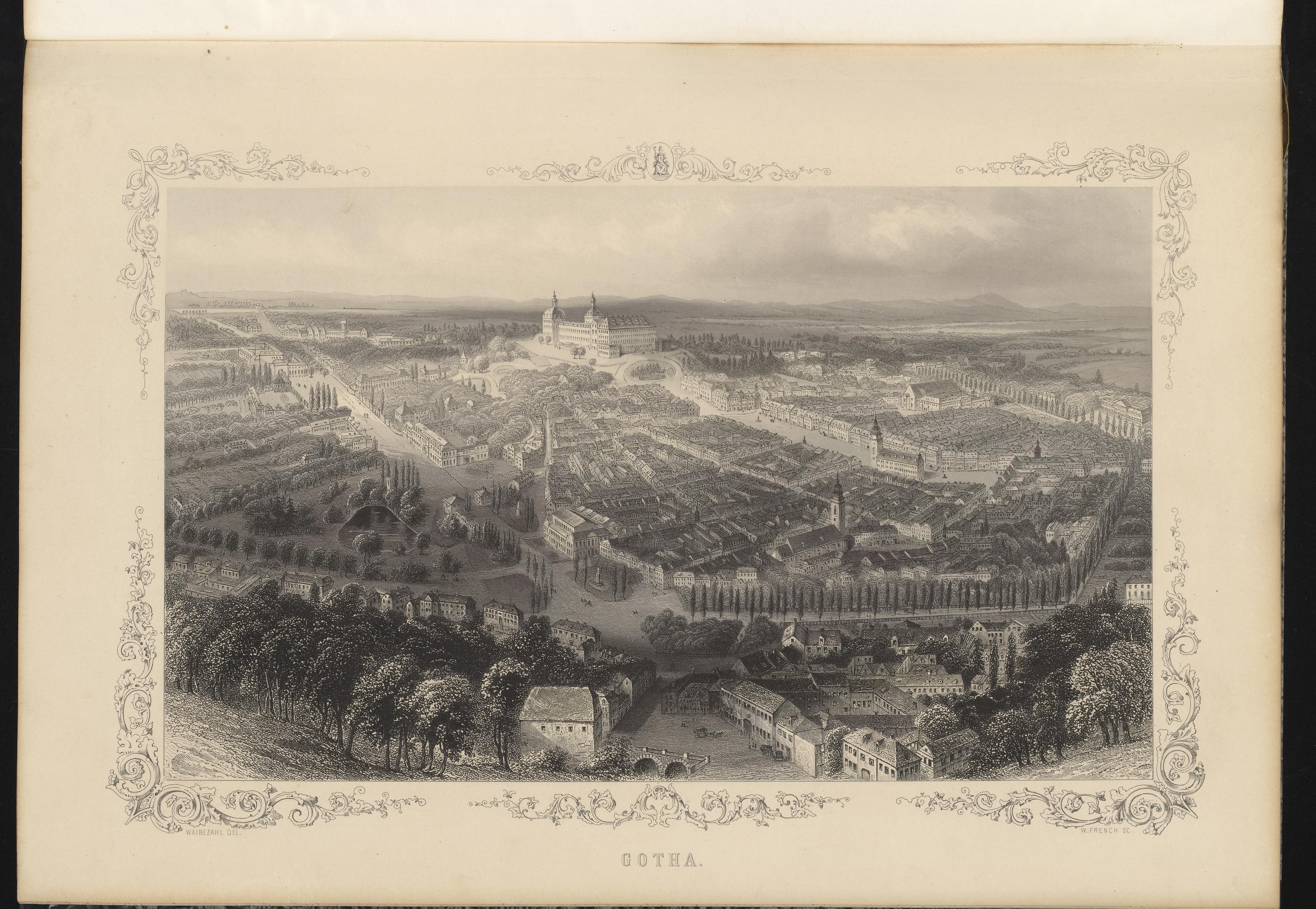
Vogelschau über Gotha, Stahlstich mit den Künstlersignaturen von Waibezahl del und W. French sc in Albert Henry Paynes um 1850 verlegten Bildband Central-Europa

Roland Weibezahl, auch Hephestion Roland Const. Weibezahl und A. Waibezahl (* 1817; † 1871), war ein deutscher Lithograf und Zeichner.

## Leben und Werk
Weibezahl lieferte unter anderem gemeinsam mit dem Lithographen Rudolph Ferdinand 72 Lithografien und Zeichnungen, die die Stadt Meißen in ihrer Zeit darstellen. Er schuf zahlreiche lithografische Landschafts-, Militär- und Porträtzeichnungen sowie Stadtansichten beispielsweise von Halle, Gotha, Nürnberg oder Leipzig. Um 1840 war er in Leipzig tätig. Seinen Wohnsitz hatte er 1868 laut dem Adressbuch Dresden im Erdgeschoss der Antonstraße 1 in der Dresdner Antonstadt. Er illustrierte unter anderem Ludwig Uhlands Gedicht Die Kapelle.
Werke (Auswahl)
- Herrmann Francke bei der Armenbüchse [1832–1835][5]
- Porträt Karl Tauchnitz (1761–1836)
- Das Garde-Reiter-Regiment der Königlich Sächsischen Armee im Jahr 1859[6]
- Klingenthal im Voigtlande : gegen Morgen (Lithografie)[7]
- Ansichten der Koeniglich Saechsischen Landesschule St. Afra zu Meissen, ihrer inneren Räume und Umgebungen[8]
- Charles Benoit, Roland Weibezahl, Adam West: Schillers Gedichte (= Neue Bilder zu deutschen Dichtern – ein humoristisches Album. Heft 1). A. Werl, Grimma / Leipzig 1856, OCLC 252870289.
- Charles Benoit, Roland Weibezahl, Adam West: Faust von Goethe (= Neue Bilder zu deutschen Dichtern – ein humoristisches Album. Heft 3). A. Werl, Grimma / Leipzig 1857, OCLC 724013786.
- Gustave De Ridder, J. G. Bach, R Weibezahl: Die Sächsisische Armee in ihrer gegenwärtigen Gestaltung. H. E. Schrader, Leipzig 1858, OCLC 469976715.
- Album der Schlösser und ritterschaftlichen Besitzungen Thüringens, insbesondere der Länder S. Coburg-Gotha, S. Weimar-Eisenach, S. Meiningen und S. Altenburg. Die gelieferten Abbildungen sind nach Original-Aufnahmen von C. Hummel, C. Sprosse, R. Weibezahl u. a.[9]